# Vincenzo Italiano
Vincenzo Italiano (Karlsruhe, Alemania, 10 de diciembre de 1977) es un exfutbolista y entrenador italiano. Actualmente dirige al Bologna FC de la Serie A.

## Trayectoria

### Como jugador
Italiano empezó a jugar al fútbol en el Ribera, en los equipos juveniles de la selección local de fútbol. A la edad de 13 años fue descartado en una prueba con el Torino, ya que el jefe del sector juvenil del granate lo consideró físicamente inadecuado. A los 15 años hace su debut en el Partinico Audace.
Pasó el año siguiente en Trapani, en la Serie C1 y atrajo la atención de Rino Foschi, que lo llevó al Hellas Verona, en 1996.
En 1997 debutó en la Serie A y en un par de años ganó su puesto titular en el equipo gialloblu, con el que jugó durante ocho temporadas y media.
En enero de 2005 Italiano fue cedido al Genoa y entre 2005 y 2007 regresó a Verona, entrando en el ranking de los 10 jugadores con más apariciones en la historia del club con 260 partidos (6º lugar).
En enero de 2007 se trasladó al Chievo Verona, con el que disputó tres campeonatos (dos Serie A y una Serie B).
Entre 2009 y 2012 Italiano llevó la camiseta del Padova en la Serie B, y entre 2013 y 2014 terminó su carrera como jugador con Perugia y Lumezzane, en Prima Divisione.

### Como entrenador
En 2014 inició su carrera como entrenador, en el puesto de entrenador asistente de Alessandro dal Canto en el Venezia, en la Serie B.
En 2017 entrenó el Arzignano Valchiampo, en la Serie D, y en 2019 fue en el Trapani, donde llevó al equipo al ascenso al campeonato de la Serie C.
En 2019, se incorporó al Spezia, equipo al que llevó a la Serie A por primera vez en su historia en 2020. Al año siguiente, logró la permanencia en la élite, por lo que renovó su contrato con el club hasta 2023.
El 30 de junio de 2021, se desvinculó del Spezia para firmar con la ACF Fiorentina.En su primera temporada al mando, llevó al club a la final de la UEFA Europa Conference League. Sin embargo, cayó en la instancia decisiva ante el West Ham United por 2-1.En junio de 2024, anunció que no renovaría su contrato, que vencía a finales de mes, después de caer ante el Olympiakos en la final de la UEFA Europa Conference League.
El 5 de junio de 2024, fue anunciado como entrenador del Bologna FC en reemplazo de Thiago Motta. En mayo de 2025, obtuvo la Copa Italia luego de vencer al A.C. Milan por 1-0 en la final.

## Estadísticas

### Como jugador
| Club             | País   | Año       |
| ---------------- | ------ | --------- |
| Partinico Audace | Italia | 1993-1994 |
| Trapani          | Italia | 1994-1996 |
| Hellas Verona    | Italia | 1996-2005 |
| Genoa            | Italia | 2005      |
| Hellas Verona    | Italia | 2005-2007 |
| ChievoVerona     | Italia | 2007-2009 |
| Padova           | Italia | 2009-2012 |
| Perugia          | Italia | 2013      |
| Lumezzane        | Italia | 2013-2014 |

### Como entrenador
| Equipo                        | Div.                | Temporada           | Liga  | Liga | Liga | Liga | Liga |       | Copa | Copa | Copa | Copa  |    | Internacional | Internacional | Internacional | Internacional | Internacional |   | Otros | Otros | Otros | Otros |     | Totales     | Totales | Totales | Totales | Totales | Totales | Totales | Totales |
| Equipo                        | Div.                | Temporada           | Part. | G    | E    | P    | Pos. | Part. | G    | E    | P    | Part. | G  | E             | P             | Pos.          | Part.         | G             | E | P     | Part. | G     | E     | P   | Rendimiento | GF      | GC      | Dif.    |         |         |         |         |
| ----------------------------- | ------------------- | ------------------- | ----- | ---- | ---- | ---- | ---- | ----- | ---- | ---- | ---- | ----- | -- | ------------- | ------------- | ------------- | ------------- | ------------- | - | ----- | ----- | ----- | ----- | --- | ----------- | ------- | ------- | ------- | ------- | ------- | ------- | ------- |
| Vigontina San Paolo · Italia  | 4.ª                 | 2016-17             | 26    | 4    | 11   | 11   | 17.º | 2     | 0    | 1    | 1    | -     | -  | -             | -             | -             | -             | -             | - | -     | 28    | 4     | 12    | 12  | 28.58%      | 37      | 50      | -13     |         |         |         |         |
| Vigontina San Paolo · Italia  | Total               | Total               | 26    | 4    | 11   | 11   | -    | 2     | 0    | 1    | 1    | -     | -  | -             | -             | -             | -             | -             | - | -     | 28    | 4     | 12    | 12  | 28.58%      | 37      | 50      | -13     |         |         |         |         |
| Arzignano Valchiampo · Italia | 4.ª                 | 2017-18             | 34    | 19   | 10   | 5    | 3.º  | 2     | 0    | 2    | 0    | -     | -  | -             | -             | -             | 2             | 2             | 0 | 0     | 38    | 21    | 12    | 5   | 65.79%      | 88      | 51      | +37     |         |         |         |         |
| Arzignano Valchiampo · Italia | Total               | Total               | 34    | 19   | 10   | 5    | -    | 2     | 0    | 2    | 0    | -     | -  | -             | -             | -             | 2             | 2             | 0 | 0     | 38    | 21    | 12    | 5   | 65.79%      | 88      | 51      | +37     |         |         |         |         |
| Trapani · Italia              | 3.ª                 | 2018-19             | 36    | 22   | 8    | 6    | 2.º  | 7     | 4    | 0    | 3    | -     | -  | -             | -             | -             | 4             | 1             | 3 | 0     | 47    | 27    | 11    | 9   | 65.25%      | 73      | 43      | +30     |         |         |         |         |
| Trapani · Italia              | Total               | Total               | 36    | 22   | 8    | 6    | -    | 7     | 4    | 0    | 3    | -     | -  | -             | -             | -             | 4             | 1             | 3 | 0     | 47    | 27    | 11    | 9   | 65.25%      | 73      | 43      | +30     |         |         |         |         |
| Spezia · Italia               | 2.ª                 | 2019-20             | 38    | 17   | 10   | 11   | 3.º  | 2     | 1    | 0    | 1    | -     | -  | -             | -             | -             | 4             | 2             | 0 | 2     | 44    | 20    | 10    | 14  | 53.03%      | 63      | 45      | +18     |         |         |         |         |
| Spezia · Italia               | 1.ª                 | 2020-21             | 38    | 9    | 12   | 17   | 15.º | 4     | 3    | 0    | 1    | -     | -  | -             | -             | -             | -             | -             | - | -     | 42    | 12    | 12    | 18  | 38.09%      | 63      | 78      | -15     |         |         |         |         |
| Spezia · Italia               | Total               | Total               | 76    | 26   | 22   | 28   | -    | 6     | 4    | 0    | 2    | -     | -  | -             | -             | -             | 4             | 2             | 0 | 2     | 86    | 32    | 22    | 32  | 45.74%      | 126     | 123     | +3      |         |         |         |         |
| Fiorentina · Italia           | 1.ª                 | 2021-22             | 38    | 19   | 5    | 14   | 7.º  | 6     | 4    | 0    | 2    | -     | -  | -             | -             | -             | -             | -             | - | -     | 44    | 23    | 5     | 16  | 56.06%      | 73      | 59      | +14     |         |         |         |         |
| Fiorentina · Italia           | 1.ª                 | 2022-23             | 38    | 15   | 11   | 12   | 8.º  | 5     | 3    | 1    | 1    | 17    | 11 | 2             | 4             | 2.º           | -             | -             | - | -     | 60    | 29    | 14    | 17  | 56.11%      | 98      | 65      | +33     |         |         |         |         |
| Fiorentina · Italia           | 1.ª                 | 2023-24             | 38    | 17   | 9    | 12   | 8.º  | 4     | 1    | 2    | 1    | 15    | 7  | 6             | 2             | 2.º           | 1             | 0             | 0 | 1     | 58    | 25    | 17    | 16  | 52.87%      | 92      | 70      | +22     |         |         |         |         |
| Fiorentina · Italia           | Total               | Total               | 114   | 51   | 25   | 38   | -    | 15    | 8    | 3    | 4    | 32    | 18 | 8             | 6             | -             | 1             | 0             | 0 | 1     | 162   | 77    | 36    | 49  | 54.94%      | 263     | 194     | +69     |         |         |         |         |
| Bologna · Italia              | 1.ª                 | 2024-25             | 38    | 16   | 14   | 8    | 9.º  | 5     | 5    | 0    | 0    | 8     | 1  | 3             | 4             | FG            | -             | -             | - | -     | 51    | 22    | 17    | 12  | 54.25%      | 72      | 57      | +15     |         |         |         |         |
| Bologna · Italia              | 1.ª                 | 2025-26             | 0     | 0    | 0    | 0    | -    | 0     | 0    | 0    | 0    | 0     | 0  | 0             | 0             | -             | 0             | 0             | 0 | 0     | 0     | 0     | 0     | 0   | 0%          | 0       | 0       | +0      |         |         |         |         |
| Bologna · Italia              | Total               | Total               | 38    | 16   | 14   | 8    | -    | 5     | 5    | 0    | 0    | 8     | 1  | 3             | 4             | -             | 0             | 0             | 0 | 0     | 51    | 22    | 17    | 12  | 54.25%      | 72      | 57      | +15     |         |         |         |         |
| Total en su carrera           | Total en su carrera | Total en su carrera | 324   | 138  | 90   | 96   | -    | 37    | 21   | 6    | 10   | 40    | 19 | 11            | 10            | -             | 11            | 5             | 3 | 3     | 412   | 183   | 110   | 119 | 53.32%      | 659     | 518     | +141    |         |         |         |         |
| 1. 2. 3.                      |                     |                     |       |      |      |      |      |       |      |      |      |       |    |               |               |               |               |               |   |       |       |       |       |     |             |         |         |         |         |         |         |         |

#### Resumen por competiciones
| Competición                        | Partidos | Ganados | Empatados | Perdidos | %      | Resultado              |
| ---------------------------------- | -------- | ------- | --------- | -------- | ------ | ---------------------- |
| Serie D                            | 64       | 25      | 23        | 16       | 51.04% | 3.er lugar             |
| Serie C                            | 40       | 23      | 11        | 6        | 66.67% | Subcampeón             |
| Serie B                            | 42       | 19      | 10        | 13       | 53.18% | 3.er lugar             |
| Serie A                            | 190      | 76      | 51        | 63       | 48.95% | 7.º lugar              |
| Copa Italia Serie D                | 4        | 0       | 3         | 1        | 25%    | Dieciseisavos de final |
| Copa Italia Serie C                | 5        | 3       | 0         | 2        | 60%    | Semifinales            |
| Copa Italia                        | 28       | 18      | 3         | 7        | 67.86% | Campeón                |
| Supercopa de Italia                | 1        | 0       | 0         | 1        | 0%     | Subcampeón             |
| Liga de Campeones de la UEFA       | 8        | 1       | 3         | 4        | 25%    | Fase de grupos         |
| Liga Europa Conferencia de la UEFA | 32       | 18      | 8         | 6        | 64.58% | Subcampeón             |
| TOTAL                              | 412      | 183     | 110       | 119      | 53.32% | 1 Título               |

## Palmarés

### Como jugador
| Título  | Club          | País   | Año     |
| ------- | ------------- | ------ | ------- |
| Serie B | Hellas Verona | Italia | 1998-99 |
| Serie B | Chievo Verona | Italia | 2007-08 |

### Como entrenador
| Título      | Club    | País   | Año     |
| ----------- | ------- | ------ | ------- |
| Copa Italia | Bologna | Italia | 2024-25 |

## Vida privada
Tiene dos hijos, nacidos en 2002 y 2007.